# Intihuatana
Pour l’article homonyme, voir Intihuatana antarctica pour l'araignée aranéomorphe.

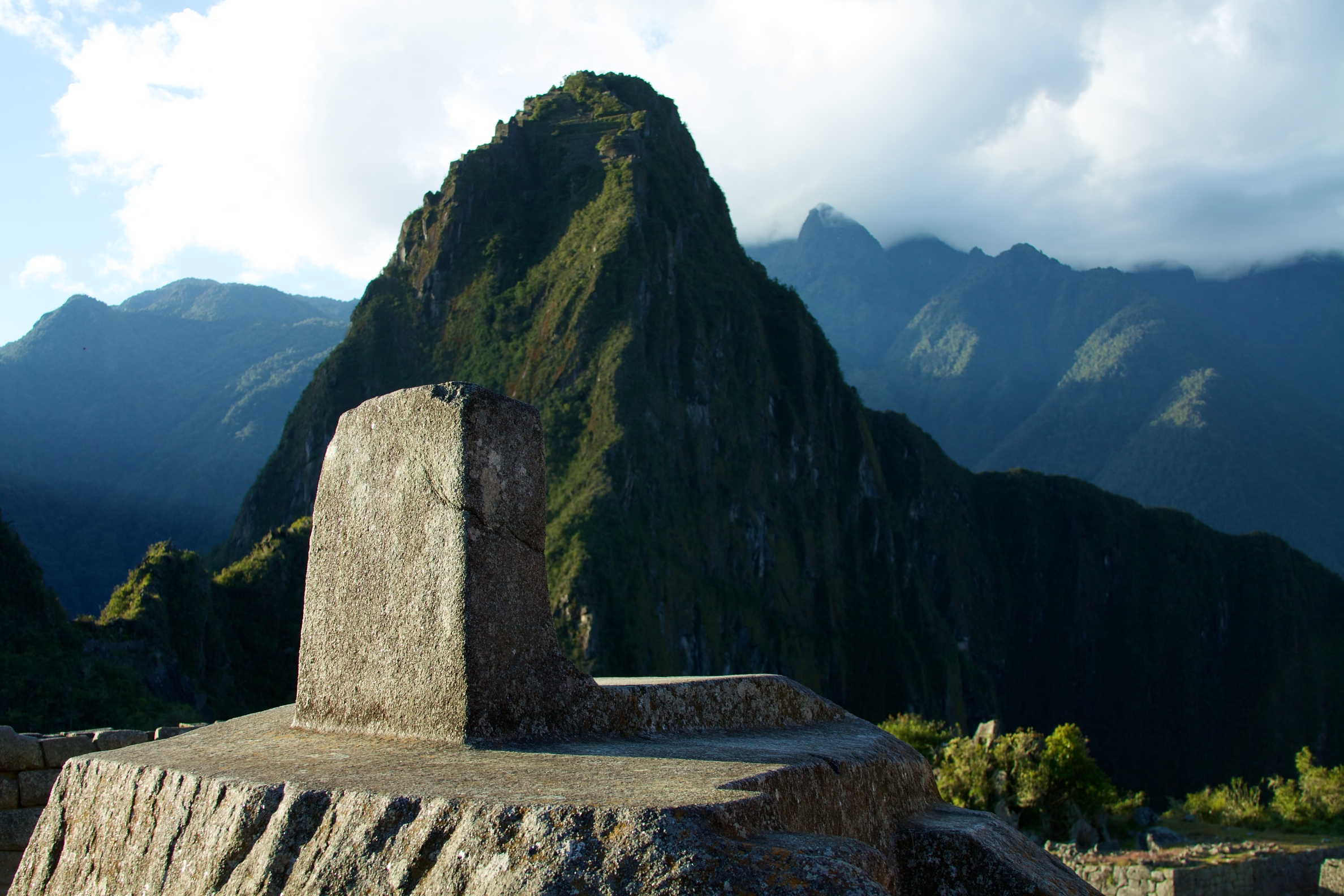
Intihuatana de Machu Picchu (Pérou).

Un intihuatana (du quechua: intiwatana, nom inca signifiant "où est attaché le soleil", "cadran solaire" inti: soleil, watana: corde) est une structure monolithique inca dont on suppose qu'elle servait à la pratique de rituels agricoles liés au soleil et à l'observation des équinoxes et des solstices. Il s'agit d'un rocher taillé, au sommet duquel un ou deux poteaux cylindriques ou parallélépipédiques, orientés par rapport au soleil pour repérer les saisons, se dressent sur une surface plane.

## Machu Picchu
On peut en observer un, dont l'ombre disparaît lors des équinoxes, au point le plus élevé de la citadelle de Machu Picchu, à 2 468 mètres d'altitude et aux coordonnées 13° 09′ 47″ S, 72° 32′ 44″ O. Les faces de la pierre représentent les points cardinaux et lors du lever du soleil au solstice d'hiver, la lumière du soleil se projette et forme un triangle de lumière illuminant deux traits concentriques.

## Autres sites
Il y a aussi un intihuatana à Písac, à Pomacocha et un double intihuatana à Q'enqo,.

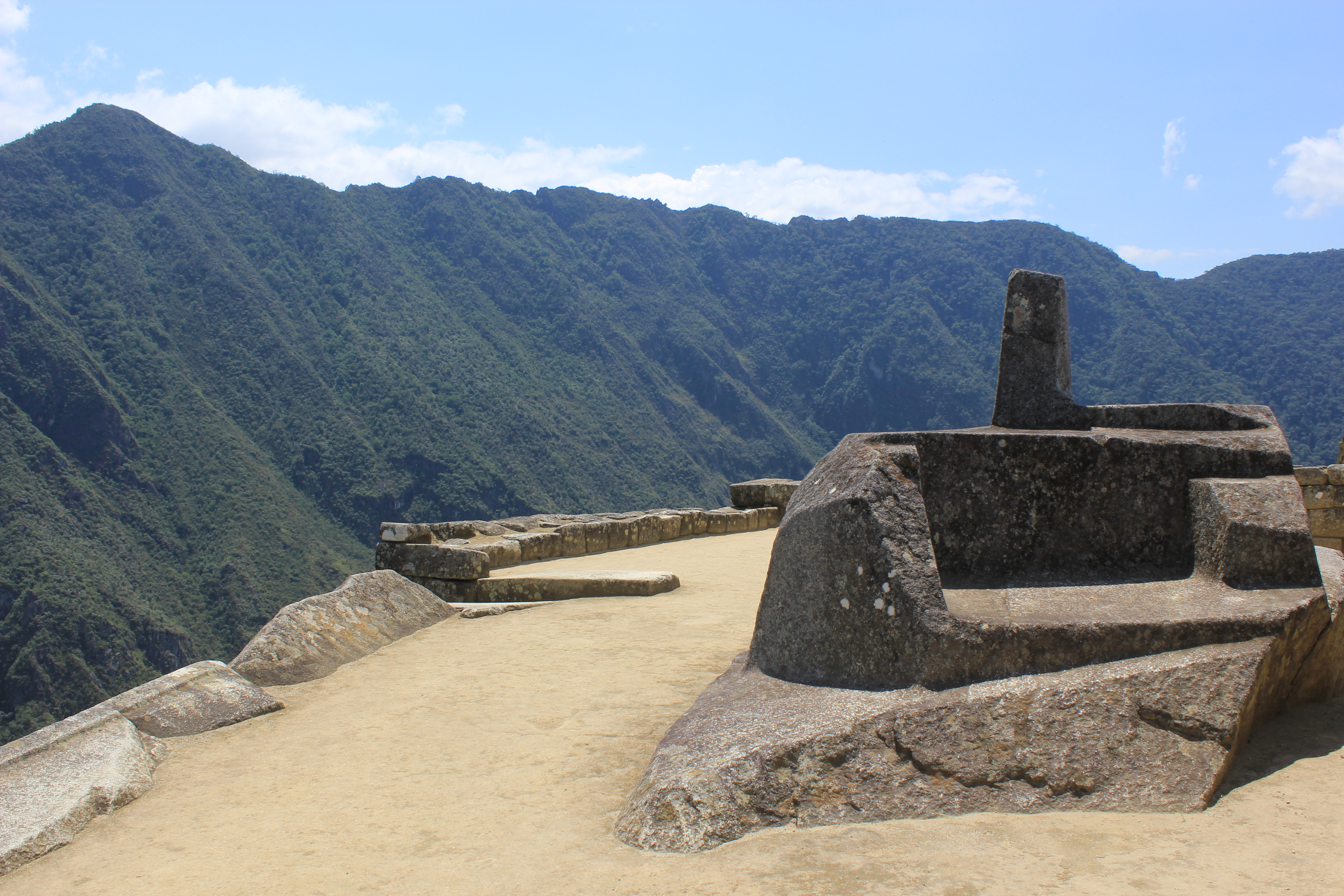
Intihuatana de Machu Picchu (Pérou).
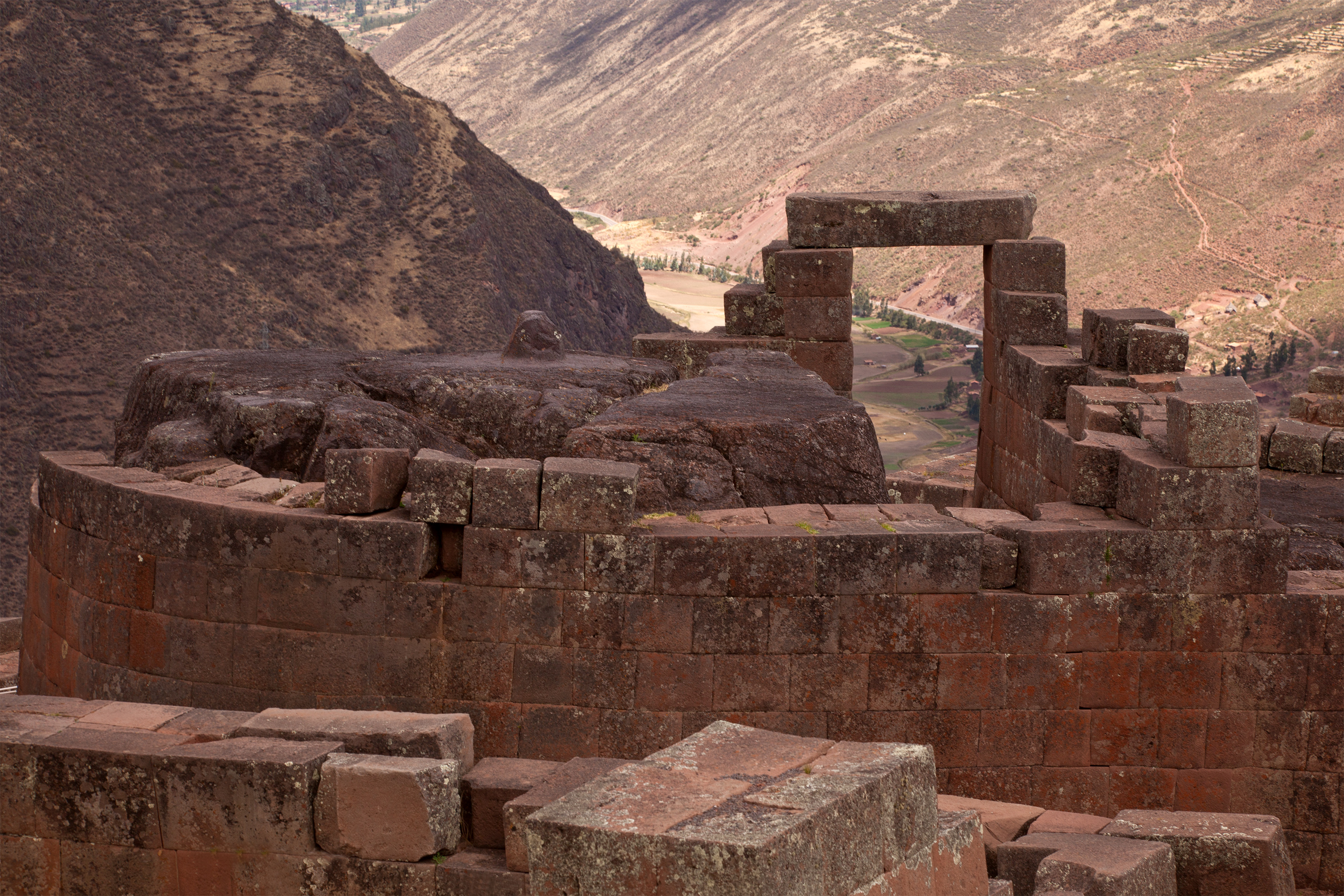
Intihuatina de Písac (Pérou).